# Fântânele, Iași
Fântânele (în maghiară Csórák) este o comună în județul Iași, Moldova, România, formată numai din satul de reședință cu același nume.

## Așezare
Comuna se află în nordul județului. Nu este traversată de niciun drum național sau județean, fiind deservită doar de drumuri comunale care o leagă spre nord de Șipote și spre sud de Focuri.

## Istorie
Satul Fântânele a fost înființat în 1879 și o vreme i s-a spus și Cioara și la început a fost inclus în comuna Șipote; satul avea doar o biserică catolică. Anuarul Socec din 1925 consemnează trecerea lui la comuna Focuri. În 1931, comuna Focuri a fost desființată, iar satul Fântânele a fost trecut din nou la comuna Șipote.

În numărul 3, din 20 octombrie 1913 al revistei Albina istoria localității era descrisă astfel:
„Satul Fântânele, compus din două trupuri, pe care locuitorii obicinuesc a le numi: Cioara și Satul nou, este înființat parte la anul 1879 și parte la anul 1897, prin împroprietărirea locuitorilor pe moșia Cioara, proprietatea statului prin secularizare de la mănăstirea Neamț. Locuitorii împroprietăriți în anul 1879 au fost în număr de 250, iar cei împroprietăriți în 1897 și alipiți la vechiul sat sunt tot în număr de 250, deci satul în total are un număr de 500 locuitori împroprietăriți. Din aceștia, abia 300 dacă s’au stabilit aici în sat și-și stăpânesc singuri pământul, care înmulțindu-se treptat, treptat, au ajuns azi la o populațiune de 360 locuitori; ceilalți domiciliează parte prin satele vecine Chișcăreni, Hălceni, Singeri, Bulbucani, stăpânindu-și de acolo pământul, pe care-l cultivă singuri, sau îl arendează locuitorilor deja stabiliți; mulți însă dintre locuitorii împroprietăriți nu s’au mai prezintat să-și stăpânească pământul cu care au fost împroprietăriți, ci l-au lăsat în stăpânirea comunei, pe unele chiar până ce au fost plătite în totul către stat, rămânând numai la fondar, când și-au revendicat drepturile de proprietate și în urmă le-au vândut după 1908 locuitorilor stabiliți aici, de multe ori pe prețuri derizorii, dându-se un lot de 5 hectare pe un preț de 300 lei și maximum 1000 lei, astfel că mulți au ajuns proprietari a câte 2, 3, 5 și chiar zece loturi, întrebuințând multe și diferite mijloace și forme de cumpărare. Locuitorii împroprietăriți aici sunt cei mai mulți aduși din alte județe, lucru care explică faptul că unii nu s’au prezentat a stăpâni locul, deoarece săteanul se simte legat de satul și locul natal, nevoind a-l părăsi pentru orice bine. Astfel avem locuitori din județele: Roman, Bacău, Vaslui, Dorohoi, Botoșani, Suceava și Iași. Acei ce s’au stabilit aici, s’au aclimatizat și trăesc bine. La stabilirea aici a primilor locuitori în anul 1880, locul de sat a fost găsit liber, având numai o casă mare de zid, curtea moșiei, care este și până acuma și a servit până anul trecut ca local de școală și vr’o zece bordee împreună cu o casă mai mărișoară, ce servia îndeobște pentru cârciumă, unde probabil că sărbătorile să adunau păstorii din părțile acestea și petreceau. Tradiția spune că să fi fost înainte de actualul sat Fântânele, un sat vechiu pe moșia Cioara, numit tot Cioara și care a fost așezat la locul numit azi: “Iazul cu papură“, unde s’au găsit sume de pomi roditori, lilieci, trandafiri, cărămizi și chiar schelete omenești. Cum a dispărut acest sat, date sigure nu avem; se știe numai că la sosirea locuitorilor actuali nu mai eră nici un locuitor și nici o casă. Tot tradiția ne spune că în timpul holerii dela 1848 murind mulți din ei, restul s’au îngrozit de această mortalitate și au plecat cu toții din acest loc, se vede că nu vor fi fost mulți, și s’au stabilit, parte în satul Șipotele și parte în Belcești, unde și până azi o porțiune poartă numele de cătuna Cioara, care vine pe șesul Bahluiului. Moșia Cioara a servit în vechime mai mult ca loc de pășune, unde negustorii din orășelele Podul-Iloaei, Hârlău și Târgul-Frumos aveau cirezi întregi de vite mari și turme de oi, pe cari le îngrășau și pregăteau pentru vânzare, astfel că locuitorii, la venirea lor, au găsit un pământ nou și nedesfundat, pe care în urmă l-au folosit cu mult câștig. Satul de la 1879 a fost făcut pe un podiș între iazul numit Domnesc, care probabil că în vechime să fi fost proprietatea vre unui Ghica sau Sturdza, din viță domnească, și care fiind proprietarii moșiei Onești, au stăpânit și acest iaz, ce este la hotarul moșiei Onești, de unde au lăsat acest nume de iazul domnesc posterității, și intre iazul morii, numit astfel pentru că acolo erau morile satului, mori de apă. Satul este aranjat după plan cu strade și stradele, fiind lucrat planul de colonelul Pilat și având grădini mari, în întindere de 5000 m. p., din care unele stau și până azi nestăpânite. Pe moșia Cioara mai este și o pădurice mică aproximativ de 30 hectare, ce a rămas în stăpânirea satului și care să taie din când în când de către antreprenorii ce o iau prin licitație publică. Porțiunea de sat înființată la 1897 este iarăși la plan, alcătuit de inginerul Gh. Vartolomei, cu grădini însă mai mici, circa 1790 m. p. și așezată tot pe un podiș în partea de nord a vechiului sat, formând cu el un singur trup. Satul acesta în totalul lui privit din partea de răsărit de pe dealul ce se înalță acolo, are o înfățișare cât se poate de frumoasă, și aceasta datorită locului regulat pe care e așezat.”—Economul Sava Popovici, Albina, Anul XVII, nr. 3, 20 octombrie 1913
În același număr al revistei era descrisă o istorie statistică a localității:
„In anul 1880, primul an al împroprietăririi s’au așezat în satul vechiu ca la 40 locuitori, parte români ortodocși, parte catolici. Aceștia au fost veniți mai ales din satele județelor Suceava și Dorohoi, care ocupară locul din jurul curții și partea de mijloc a satului. S’au ocupat cu toții de cultura pământului, sporind mereu numărul lor prin venirea altor familii, cam câte 10 pe an. Acei veniți din județele Dorohoi și Suceava s’au aclimatizat ușor, nesuferind câtuși de puțin, iar cei din jud. Neamț, mai ales dela Neamț și Pipirig, nu au putut să se aclimatizeze cu căldurile și secetele din vară și cu gerurile și viscolele din iarnă, așa că parte s’au întors la la locurile lor, iar acei ce au rămas aici au murit cu toții. Populațiunea a fost mereu în creștere cu locuitorii ce veneau și se așezau aici în fiecare an până pe după anul 1897, adică până la facerea noului sat, de când numărul noilor veniți la pământ, a început a mai scădea, astfel că despre o mișcare a populațiunei, făcută în localitate, nu putem vorbi decât după acest an și astfel să luăm un an mai rotund 1900,care e al 20-lea dela întemeierea satului celui vechiu și al 3-lea de la facerea satului nou, și găsim : nașteri 35, căsătorii 9 și morți 25, iar după zeceni, în 1910: nașteri 99, căsătorii 15 și morți 35. Populațiunea acestui sat a fost și este mereu în creștere, atât prin locuitorii noi ce vin să-și stăpânească pământurile, pe care fie că le au proprietatea lor directă de la stat și n’au venit până în prezent la ele, sau le vin ca moștenire dela rudele lor, însă mai sporește și prin nașteri, deoarece din statistica de mai sus, se vede pe fiecare an, un plus simțit de nașteri asupra morților. După recensământul ce s’a făcut în luna Decembrie 1912, s’a stabilit în chip exact că numărul capilor de familie din acest sat este de 350, iar totalul sufletelor de 1492. Un an trist în viața acestui sat, se spune că a fost 1885, în care ni se povestește de cei mai în vârstă, că au murit mai mult din jumătatea oamenilor aflători în sat. Care va fi fost cauza acestei mortalități nu o pot ști. De asemenea nici date statistice exacte nu mi-am putut procură pentru acest an. Toți acești locuitori sunt de naționalitate română și nu găsim acuma în acest sat decât numai un singur supus turc. Au mai fost câțiva Evrei, cari în urma răscoalei din anul 1907 au dispărut, ducându-se la orașe.”—Economul Sava Popovici, Albina, Anul XVII, nr. 3, 20 octombrie 1913
Tot în același număr al revistei era descrisă și o istorie a administrației localității:
„Satul, după înființarea lui, a fost atașat la comuna Șipote, care se află la o distanță de vre o 7 km., de care comună a depins până în anul 1901, când a fost deslipit și trecut la comuna Coarnele Caprei, comună înființată din nou în acel an și care vine la o depărtare de vr’o 5 km. Reședința comunei a stat in Coarnele-Caprei până în anul 1908, când s-a format comuna Fântânele, mutânduse astfel primăria în acest sat, unde a stat până în luna Aprilie anul 1911, de când depinde de comuna Focuri, sat ce se găsește la o distanță de 6 km. Deci în timp de 3 ani a făcut parte din 3 comune : Coarnele-Caprei, Fântânele și Focuri. Ca reședințe a administrațiilor de plăși a avut : Bivolari, Șipote, Movileni, și în urmă Podul Iloaei, iar ca judecătorii : Țigănași, Larga și acuma Șipotele. In privința administrației a suferit întotdeauna, căci depărtările și mărimea comunelor de care a depins nu le-au îngăduit să se intereseze mai de aproape de acest sat și bunul lui mers. A dus-o mai bine numai în timpul când a avut primărie în sat și când s’a început lucrarea unei șosele prin sat și instalat telefonul, ce funcționează și azi. 
Administratorul de plasă a vizitat abia de 3 ori acest sat de când mă aflu aici, adică de 3 ani împliniți. Cauzele nu le pot cunoaște. Primarul comunei, ales de acuma 2 ani, nu cred să fi fost și el de 10 ori în satul acesta, astfel că pot crede că nici nu cunoaște bine satul, ba nici instituțiunile mai principale cum este : biserica și școala. Astfel că dispoziția din lege prin care se dă primarului îngrijirea de gospodăria comunei, rămâne aici la noi o literă moartă. Paza de zi și noapte în sat se face în mod cât mai regulat de către sătenii de aici, grupați în 26 căprării de câte 9 oameni. Această pază este controlată deseori de către jandarmul șef de post, care își are reședința în Focuri. Sfatul sătesc își are delegatul său, dar lucrarea lui este nulă. Nu se ține nici o ședință la acest sfat și nu se ia în nici o măsură , întru cât cred că nu se pricepe rostul și marea însemnătate a acestei instituțiuni de acei ce o alcătuesc. Serviciul poștal se face pentru acest sat zilnic și cu multă regularitate, pentru că avem aici 2 factori, ce domiciliază în sat și care reintorcându-se seara la domiciliu, aduc și corespondența sătenilor și o predau.”—Economul Sava Popovici, Albina, Anul XVII, nr. 3, 20 octombrie 1913
În 1968, la reforma administrativ-teritorială, satul se separase însă deja și forma o comună separată din raionul Hârlău al regiunii Iași, iar la acea dată a fost transferată la județul Iași, fiind însă din nou desființată, satul trecând iarăși la comuna Focuri. Comuna a fost din nou înființată în 2004, în forma actuală.

## Demografie
Componența etnică a comunei Fântânele
     Români (95,32%)
     Alte etnii (4,68%)
Componența confesională a comunei Fântânele
     Ortodocși (85,45%)
     Romano-catolici (9,57%)
     Alte religii (0,2%)
     Necunoscută (4,78%)
Conform recensământului efectuat în 2021, populația comunei Fântânele se ridică la 1.986 de locuitori, în scădere față de recensământul anterior din 2011, când fuseseră înregistrați 2.138 de locuitori. Majoritatea locuitorilor sunt români (95,32%). Din punct de vedere confesional, majoritatea locuitorilor sunt ortodocși (85,45%), cu o minoritate de romano-catolici (9,57%), iar pentru 4,78% nu se cunoaște apartenența confesională.

## Politică și administrație
Comuna Fântânele este administrată de un primar și un consiliu local compus din 11 consilieri. Primarul, Sorin Chelariu[*], de la Partidul Social Democrat, este în funcție din 2008. Începând cu alegerile locale din 2024, consiliul local are următoarea componență pe partide politice:
|  | Partid                    | Consilieri | Componența Consiliului | Componența Consiliului | Componența Consiliului | Componența Consiliului | Componența Consiliului | Componența Consiliului | Componența Consiliului |
|  | ------------------------- | ---------- | ---------------------- | ---------------------- | ---------------------- | ---------------------- | ---------------------- | ---------------------- | ---------------------- |
|  | Partidul Social Democrat  | 7          |                        |                        |                        |                        |                        |                        |                        |
|  | Partidul Național Liberal | 4          |                        |                        |                        |                        |                        |                        |                        |

## Personalități
- Petru Pleșca (1905-1977), episcop romano-catolic, conducător al Episcopiei de Iași (1951-1977)